# Verkhovoi
Verkhovoi (en rus: Верховой) és un volcà en escut que es troba a la península de Kamtxatka, Rússia, al sud de l'estratovolcà Alnej-Čašakondža. El cim s'eleva fins als 1.400 msnm i està construït principalment per roques basàltiques i andesítiques. Es desconeix quan va tenir lloc la darrera erupció.